# 毛颖甫
毛颖甫（1880年—1963年12月5日），名绍遂，号颖甫，浙江奉化人，中华民国政治人物。

## 生平
生于大清浙江省宁波府奉化县溪口镇，是当地大地主，家有良田逾百亩。家中兼经营商业，开设有盐酒店和毛泰昌号。
早年毕业于宁波政法学堂，杭州浙江法政学校。曾赴日本留学，学习法政。在日本留学期间，结识蒋中正，并多方提携接济其生活。回国后，在清地方政府任职，担任黄岩盐场知事、暂销局局长。1899年（光绪二十五年），在绍兴诸暨与陈遹声、陈达夫、何蒙孙创办景紫书院（今学勉中学）。
清亡后，担任中华民国交通部航政局镇海办事处主任，交通部军需署稽核。蒋中正1928年下野回溪口隐居，曾提“建设新溪口计划”。1930年，宁波农业学校成立，是校董事会董事之一。也是奉化溪口武岭学校（今武岭中学）董事会董事。南京国民政府时期，1932年至1937年间，担任国民政府监察院监察委员。
后辞职回家乡奉化，两蒋在国共内战失利撤往台湾前回奉化，曾拜望宴请毛颖甫。1949年，移居台湾。1963年12月5日，因病逝世于台北。蒋中正题赠“轸怀耆旧”作挽。

## 家庭
毛颖甫有五子一女。
长子毛庆祥，国民党政要。因在日本期间，毛颖甫曾大力提携接济蒋中正。蒋中正怀感恩之心，日后亦大力提拔毛颖南长子毛庆祥。毛庆祥成为蒋中正贴身幕僚，先后担任北伐军总司令部机要秘书，国民政府军事委员会机要科长，国民政府监察院监察委员等职务。
另有子毛庆善，毛庆藩（旅日华人）。